# Michael Braude-díj
A Michael Braude-díj  (Michael Braude Award for Light Verse)  egy irodalmi díj az Amerikai Egyesült Államokban, melyet a szerző nemzetiségétől függetlenül, a legjobb angol nyelvű bökvers írónak adnak át minden második évben.  Az irodalmi elismerést az American Academy of Arts and Letters (Irodalom és Művészetek Amerikai Akadémiája) adományozza 5000$ kíséretében. Lillian Braude alapította a díjat férje, Michael Braude emlékére 1987-ben.

## Díjazottak
- 2012: Roger Angell
- 2008: Christopher Reid
- 2006: John Fuller
- 2004: R. S. Gwynn
- 2002: Henry Taylor
- 1999: Thomas Disch
- 1997: Robert Conquest
- 1995: Wendy Cope
- 1993: Turner Cassity
- 1991: Gavin Ewart
- 1989: X. J. Kennedy